# 安田祥子
安田 祥子（やすだ さちこ、本名：沢田 祥子、1941年9月9日 - ）は、日本の声楽家、童謡歌手、ソプラノ歌手である。神奈川県川崎市生まれ。血液型はO型。夫は元在日オーストリア通商代表部理事の澤田久雄（澤田廉三・美喜夫妻の次男、2001年死別）。妹は歌手・タレントの由紀さおり。

## 経歴
小学生時代にひばり児童合唱団に所属。その後コロムビアに所属、童謡歌手として活躍した。東京芸術大学卒業、同大学院修士課程修了。また、ニューヨークのジュリアード音楽院、ロチェスターのイーストマン音楽院で音楽を学ぶ。
東京芸術大学講師を18年務めたが、コンサート活動に専念のため勇退した。ボイストレーナーとしても活動。
1987年、文化庁の芸術家特別在外研修員として、ヨーロッパ、アメリカに派遣される。現在は、（財）日本フォスター・プラン協会（プラン・ジャパン）の評議員として、発展途上国の子供たちの支援にも力を入れている。一人娘は、ニューヨークの国連本部、国連人道問題調整部（OCHA）に所属し、世界中で起きている大きな災害の救援活動に奔走している。
1982年に妹・由紀さおりのコンサートに参加したことで、姉妹での活動が始まり、1986年に姉妹でスタートさせた童謡コンサートは国内、海外での公演を続け、2006年11月8日、姉妹としての2,000回達成記念コンサートを開催。2007年5月、21周年のコンサートツアーをスタートさせた。姉妹での音楽活動は後に、岩崎宏美、良美姉妹などに影響を与えた。
清水アキラにものまねされている。本人は怒るどころか感激しており、「大変嬉しい。物真似されて光栄に思います。」とのコメントを残している。
妹・由紀さおりのものまねをする清水ミチコを見て「本物の妹（由紀）としか思えなかった」と述べている。
2015年に「NPO法人音楽で日本の笑顔を」顧問に就任し、合唱を介した地域住民の交流に力を入れている。2017年より音楽プロデューサー岡田秀春と指揮者坂本和彦等と、被災地支援コンサート「音楽の旅アラカルト」を東京で行っている。2018年には宮城県南三陸町で無料コンサートを行った。

## NHK紅白歌合戦出場歴
- 由紀さおり・安田祥子として10回出場（兄弟・姉妹同時出場記録はザ・ピーナッツの16回に次ぐ歴代2位）

| 年度/放送回               | 回 | 曲目                              | 出演順 | 対戦相手         | 備考           |
| ------------------------- | -- | --------------------------------- | ------ | ---------------- | -------------- |
| 1989年（平成元年）/第40回 | 初 | 赤とんぼ〜どこかに帰ろう          | 15/20  | チョー・ヨンピル |                |
| 1993年（平成5年）/第44回  | 2  | 月の沙漠                          | 07/26  | 南こうせつ       |                |
| 1994年（平成6年）/第45回  | 3  | 赤とんぼ〜どこかに帰ろう（2回目） | 21/25  | 森進一           |                |
| 1995年（平成7年）/第46回  | 4  | 故郷                              | 20/25  | 前川清           |                |
| 1996年（平成8年）/第47回  | 5  | この道                            | 19/25  | 小林旭           |                |
| 1997年（平成9年）/第48回  | 6  | トルコ行進曲                      | 18/25  | さだまさし       |                |
| 1998年（平成10年）/第49回 | 7  | ゴンドラの唄                      | 19/25  | さだまさし(2)    | 黒澤明監督追悼 |
| 1999年（平成11年）/第50回 | 8  | 故郷（2回目）                     | 24/27  | 森進一(2)        |                |
| 2000年（平成12年）/第51回 | 9  | 赤とんぼ〜どこかに帰ろう（3回目） | 24/28  | 錦織健           |                |
| 2001年（平成13年）/第52回 | 10 | 花〜すべての人の心に花を〜        | 21/27  | CHEMISTRY        |                |

## 出演

### 映画
- 緑はるかに（1955年5月8日公開、日活） - 雪の精 役[注 3]
- この道（2019年1月11日公開、HIGH BROW CINEMA） - 女性歌手 役[注 4]